# 荃灣公園

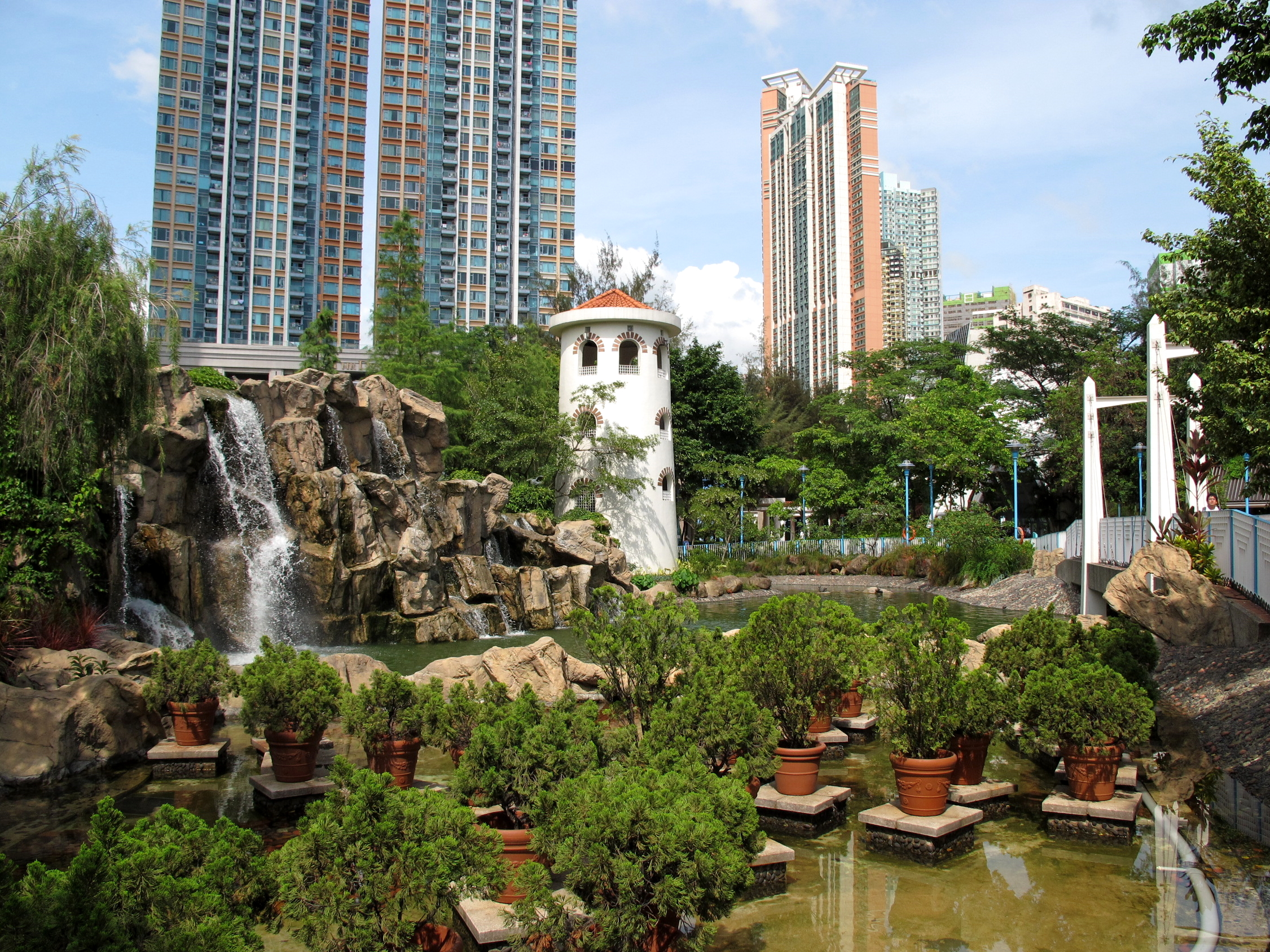
一期瀑布池及瞭望塔

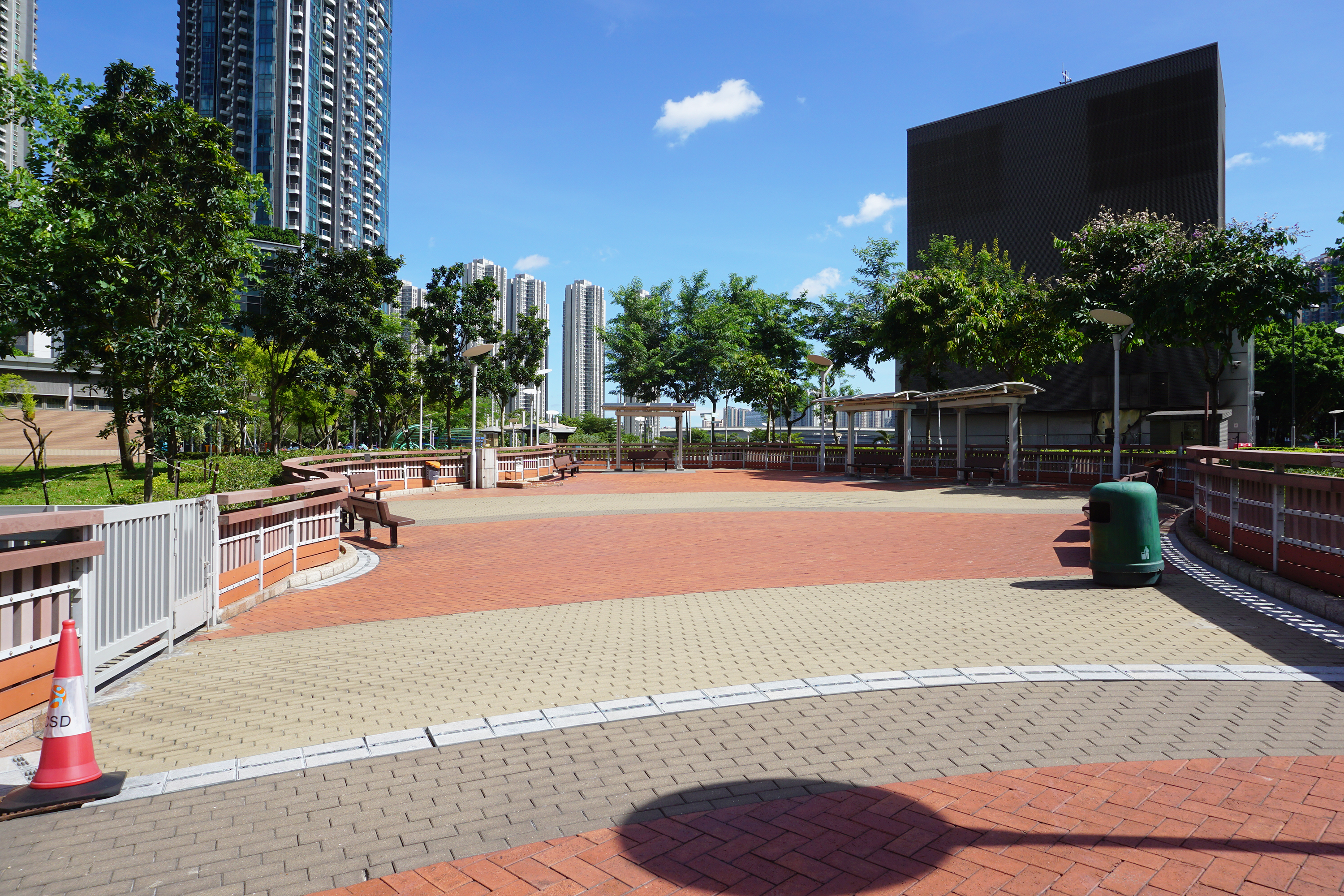
二期寵物公園

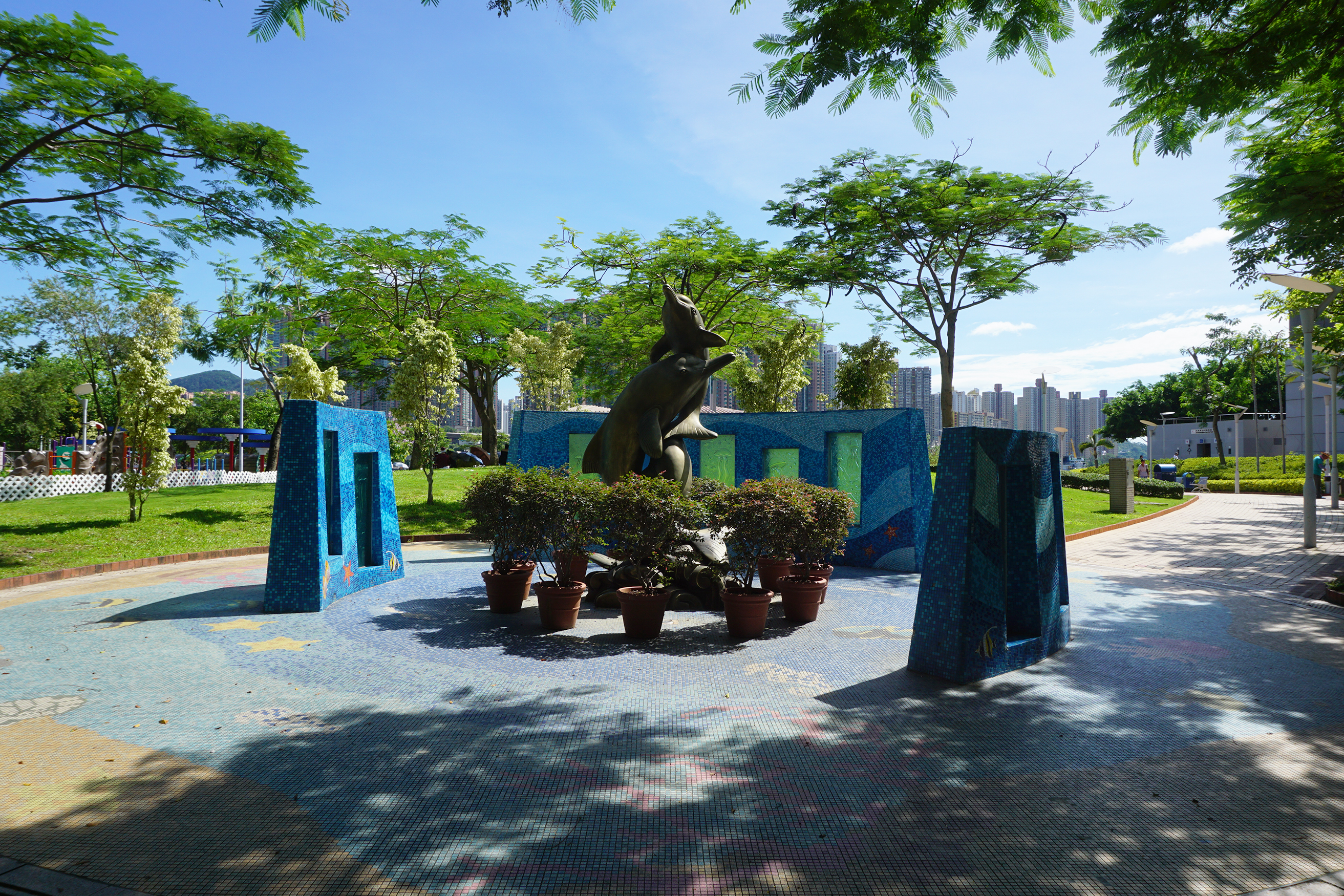
二期海豚雕塑

荃灣公園（英語：Tsuen Wan Park）是香港一個大型公園，位於新界荃灣新市鎮南部永順街及楊屋道之間，鄰近屯馬綫荃灣西站及荃灣碼頭，佔地約8公頃，分三期落成，第一期於1998年6月完工，同年10月30日啟用，建造費用約為1億7百萬元；第二期於2008年落成；第三期為長實海之戀按地契條款進行優化翻新工程的海濱長廊，於2018年12月落成。公園所在地過去是一個海灣，土地由填海所得。
荃灣公園以海洋為主題，設有瞭望塔、水池、帆型的結構物、兒童單車徑、露天劇場及網球及門球等各類球場。

## 海旁臭味問題
根據荃灣區議會文件顯示，荃灣西海旁有3個雨水暗渠排水口，分佈荃灣麗城花園、荃灣碼頭及荃灣海濱公園對出，唯荃灣區內不少舊樓的污水渠駁錯，使海旁臭味困擾周邊居民多年。區議員指區議會已通過動議，並已列入工務工程，惟非優先處理項目，排隊多年，遲遲未能上馬。
渠務署發言人回覆指，荃灣區四個旱季截流器工程（即將目前4條排水道污水接駁至污水處理廠）的工務工程項目已獲撥款進行勘測及設計，現正聘請顧問。勘測及設計完成後，便會向立法會申請撥款，期望2016年底開展工程。

## 單車徑
土木工程拓展處興建荃灣海濱一段的單車徑，已於2021年7月19日開放，全長約2.3公里，可欣賞藍巴勒海峽與青衣島的景色。單車徑沿途設有兩個休息處，而海興路附近設有單車匯合中心，內設單車練習場。

## 圖片

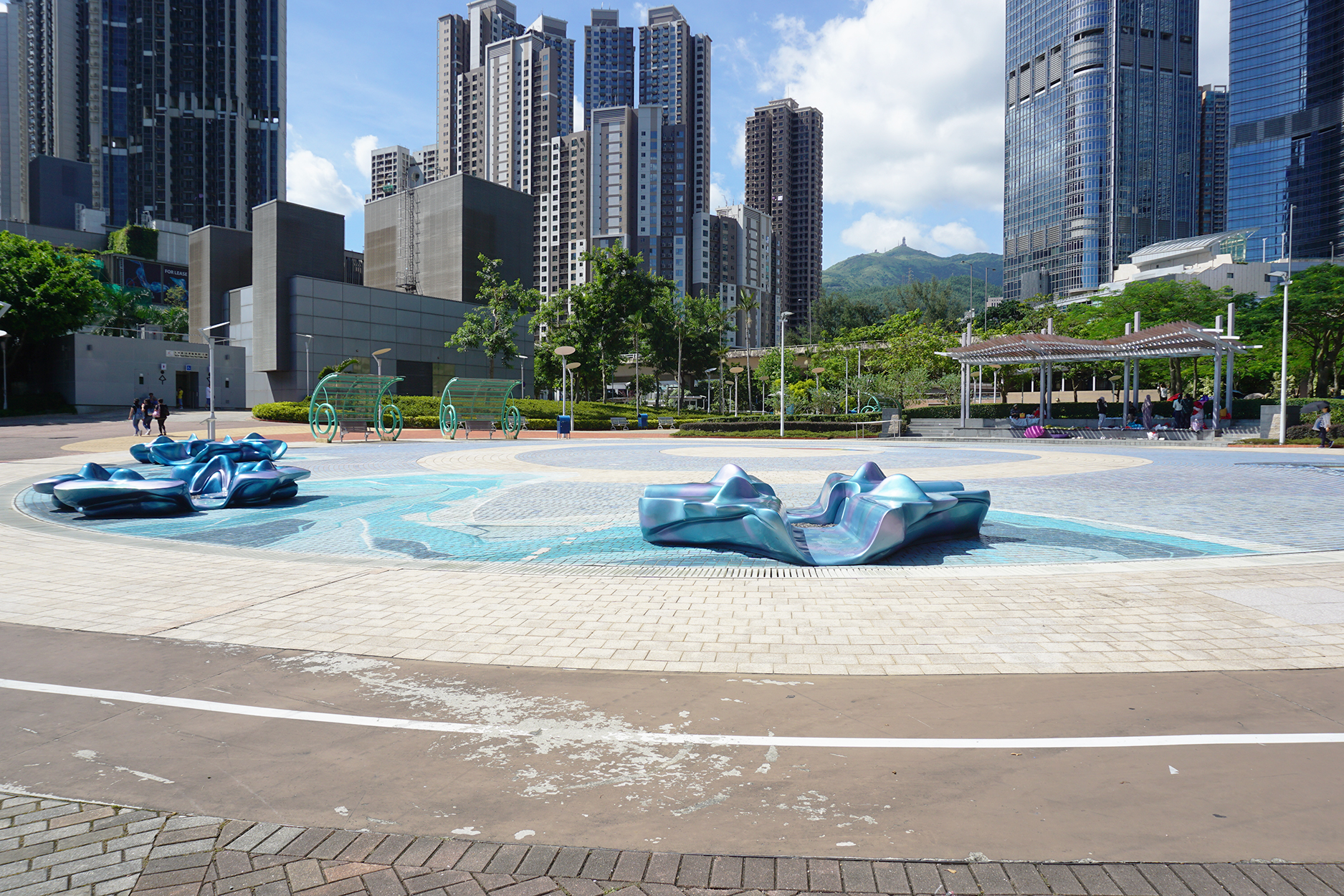
二期廣場
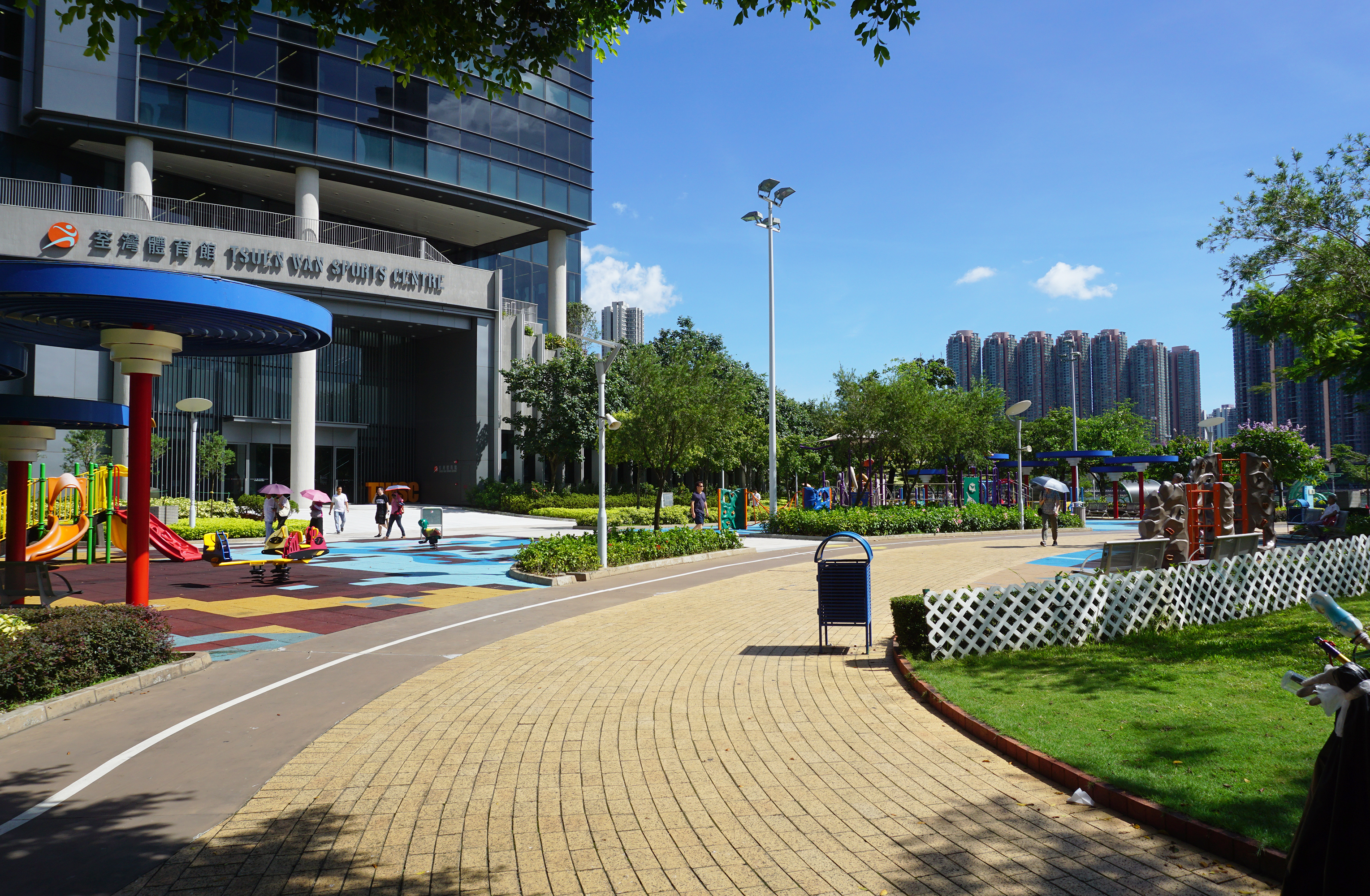
二期兒童遊樂場
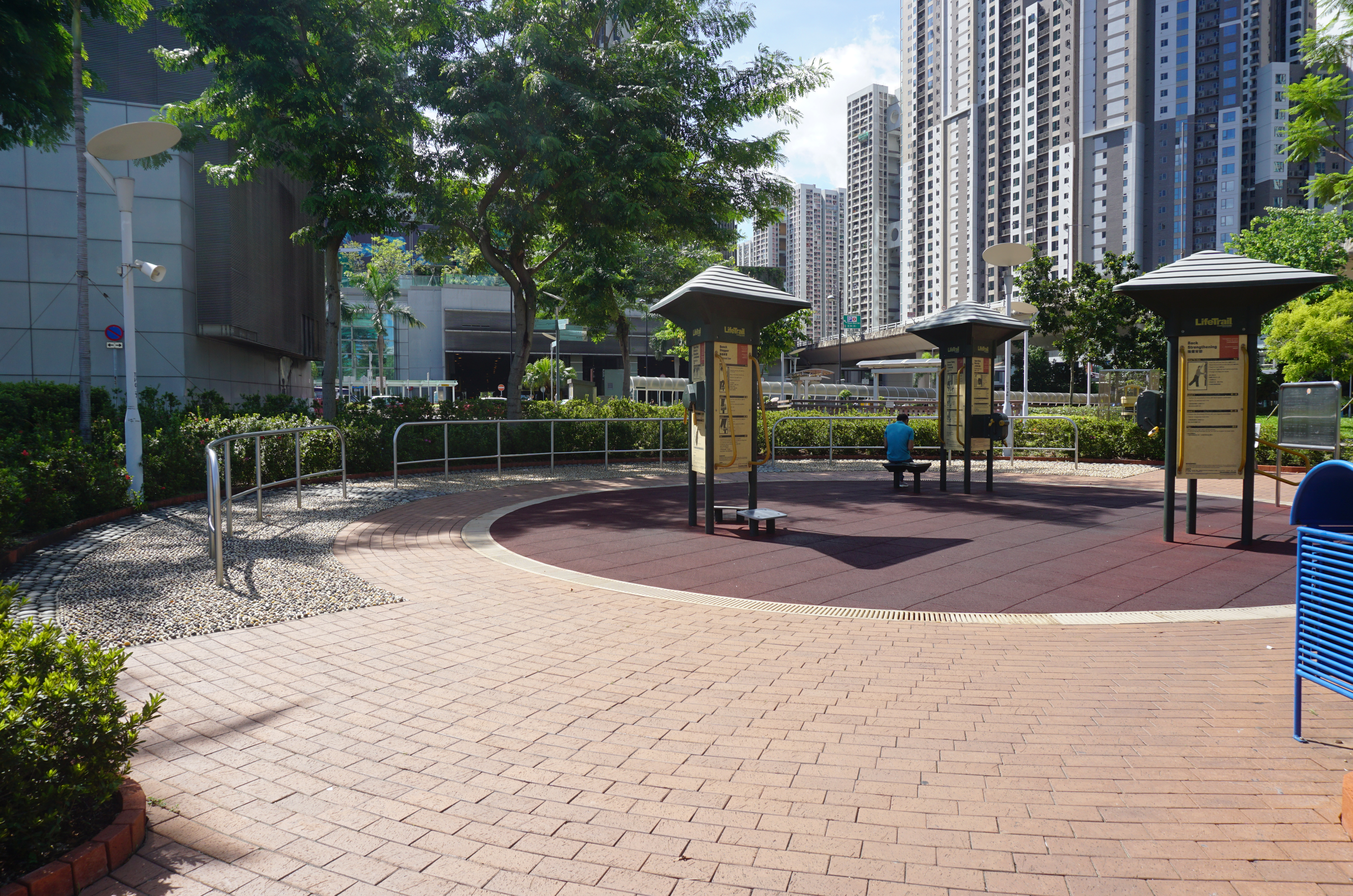
二期卵石路步行徑及健體區

## 鄰近
- 如心廣場
- 御凱
- 荃灣站
- 荃灣西站
- 海之戀
- 柏傲灣
- 荃灣體育館

## 另見
- 荃灣海濱公園

## 資料來源
1. ↑  . icsd. （原始内容存档于2000-05-10）.
2. ↑  . 政府新聞公報. 1998-10-29  [2024-09-25]. （原始内容存档于2024-09-25）.
3. ↑  .   [2019-03-04]. （原始内容存档于2020-11-09）.
4. ↑  . 康樂及文化事務署. 2003-07-21  [2011-02-06]. （原始内容存档于2011-05-15）.
5. ↑  . 蘋果日報. 2014-04-24  [2014-04-24]. （原始内容存档于2016-11-10）.
6. ↑  . 香港01. 2021-07-18.

## 外部參考
- 荃灣公園網址 （页面存档备份，存于）
- 荃灣公園在2009年2月的影像 （页面存档备份，存于）
- 【慢活遊】漫步荃灣公園 細賞藍巴勒海峽的夕陽︱kennechu.info （页面存档备份，存于）